# Celleporella concava
Celleporella concava är en mossdjursart som först beskrevs av Domenico Viviani 1977.  Celleporella concava ingår i släktet Celleporella och familjen Hippothoidae. Inga underarter finns listade i Catalogue of Life.